# ایس‌برکر کلاس ارکتیکا
ایس‌برکر کلاس ارکتیکا (به انگلیسی: Arktika-class icebreaker) یک کلاس از کشتی است.